# Georg Forster
Johann Georg Adam Forster (pol. Jan Jerzy Adam Forster; ur. 26 listopada 1754 w Mokrym Dworze, zm. 10 stycznia 1794 w Paryżu) – polsko-niemiecki przyrodnik szkockiego pochodzenia, etnolog, podróżnik, w latach 1784–1787 profesor historii naturalnej w Szkole Głównej Litewskiej w Wilnie; autor literatury podróżniczej i rewolucjonista.
W młodym wieku brał udział w ekspedycjach naukowych swojego ojca Johanna Reinholda Forstera, w tym w drugiej wyprawie Jamesa Cooka po Pacyfiku. Napisany na podstawie notatek ojca raport z tej podróży A Voyage Toward the South Pole and Round the World (Podróż naokoło świata) stanowi do dziś cenny materiał etnologiczny dotyczący ludów Polinezji i jest wciąż książką mogącą z łatwością przyciągnąć zainteresowanego literaturą piękną czytelnika. Dzięki tej publikacji dwudziestodwuletni Forster został przyjęty do Royal Society i uważa się, że położył podwaliny pod nowoczesną naukową literaturę podróżniczą. Istotnym owocem tej podróży były też liczne, opracowane przez obu Forsterów, oraz w wielu wypadkach zilustrowane stworzonymi przez Georga rysunkami, pierwsze opisy gatunków należących do królestw roślin, grzybów i zwierząt.
Po powrocie do Europy kontynentalnej Forster oddał się aktywności naukowej. Ważnym epizodem początkowej fazy tego okresu była dyskusja z amerykańskim rewolucjonistą Beniaminem Franklinem w roku 1777.
W latach 1778–1787 wykładał historię naturalną w Collegium Carolinum w Kassel, następnie w latach 1784–1787 na Uniwersytecie Wileńskim. W roku 1788 dostał posadę bibliotekarza na Uniwersytecie w Moguncji. Jego wysiłki w tym czasie koncentrowały się na pisaniu esejów z botaniki oraz etnologii, pisaniu wstępów do różnych książek i opracowań oraz na tłumaczeniu książek podróżniczych. Wśród tych ostatnich znalazło się także tłumaczenie dzienników kapitana Cooka.
Forster był ważną postacią epoki oświecenia w Niemczech. Korespondował z większością jego promotorów w tamtym okresie, włączając w to jego bliskiego przyjaciela Georga Christopha Lichtenberga. Jego idee i osobowość miały ogromny wpływ na Alexandra von Humboldta – jednego z ważniejszych naukowców XIX wieku. Gdy w roku 1792 Francuzi zajęli Moguncję, Forster został jednym z założycieli Klubu Jakobinów w tym mieście i zaczął grać jedną z kluczowych ról w założonej wtedy Republice Mogunckiej. W lipcu 1793 roku, kiedy koalicja sił pruskich i austriackich odzyskała panowanie nad miastem, Forster służący wtedy w Paryżu jako członek delegacji młodej Republiki Mogunckiej, został edyktem cesarskim pozbawiony praw i skazany na wygnanie z obszaru imperium. Nie mogąc wrócić do Niemiec, oddzielony od przyjaciół i rodziny w wyniku udaru zmarł w Paryżu w 1794 r.
W liście do pruskiego ministra Ewalda Friedricha von Hertzberga, u schyłku swojego życia, napisał: "urodziłem się na ziemi polskiej o milę od Gdańska i opuściłem tę ziemię rodzinną, gdy przeszła pod panowanie pruskie, a więc nie jestem Prusakiem".

## Dzieciństwo i pierwsze podróże
Georg Forster urodził się jako poddany króla Polski we wsi Mokry Dwór niedaleko Gdańska, w Prusach Królewskich, w Koronie Królestwa Polskiego. Był najstarszym dzieckiem Johanna Reinholda Forstera i jego żony Justiny Elisabeth z domu Nicolai; jego rodzina wywodziła się od Szkotów, którzy osiedli w Polsce w XVII wieku.  Jego ojciec był naturalistą, naukowcem i kalwińskim pastorem. W roku 1765 zgodził się na wykonanie zlecenia carycy Katarzyny II, polegającego na odbyciu podróży badawczej mającej na celu zbadanie sytuacji kolonii niemieckiej nad Wołgą. Georg, w tym czasie dziesięcioletni chłopiec, dołączył do ojca. Wyprawa dotarła do stepów nad dolną Wołgą. W trakcie trwania tej podróży odkryto kilka nowych gatunków. Młody Forster nauczył się prowadzenia badań naukowych oraz miał okazję zdobyć praktyczne doświadczenie w kartografii. Dodatkowo nauczył się wtedy dobrze języka rosyjskiego.
Mocno krytyczny wobec gubernatora Saratowa raport z podróży nie został dobrze przyjęty przez carski dwór, w wyniku czego Forsterowie nie uzyskali stosownego wynagrodzenia i musieli się przenieść. Zdecydowali się na osiedlenie w Anglii, co nastąpiło w roku 1766. Ojciec podjął się nauczania w Warrington oraz dorabiał tłumaczeniem tekstów. W tym czasie młody Forster, w wieku zaledwie 13 lat, opublikował swoją pierwszą książkę – tłumaczenie na angielski napisanej przez Łomonosowa historii Rosji, które było dobrze odebrane w kręgach naukowych.

## Dookoła świata z kapitanem Cookiem
W roku 1772 ojciec Georga Johann został członkiem Royal Society. Okoliczność ta oraz rezygnacja naukowego opiekuna pierwszej wyprawy Cooka, Josepha Banksa, sprawiły, że brytyjska admiralicja zaprosiła starszego Forstera do wzięcia udziału w drugiej podróży Jamesa Cooka na wody Pacyfiku (1772-1775). I tym razem syn wziął udział w wyprawie ojca. Został zatrudniony jako rysownik. Zadaniem Johanna Forstera podczas tej ekspedycji było opracowanie naukowego sprawozdania z wyprawy, które miało zostać opublikowane po powrocie.

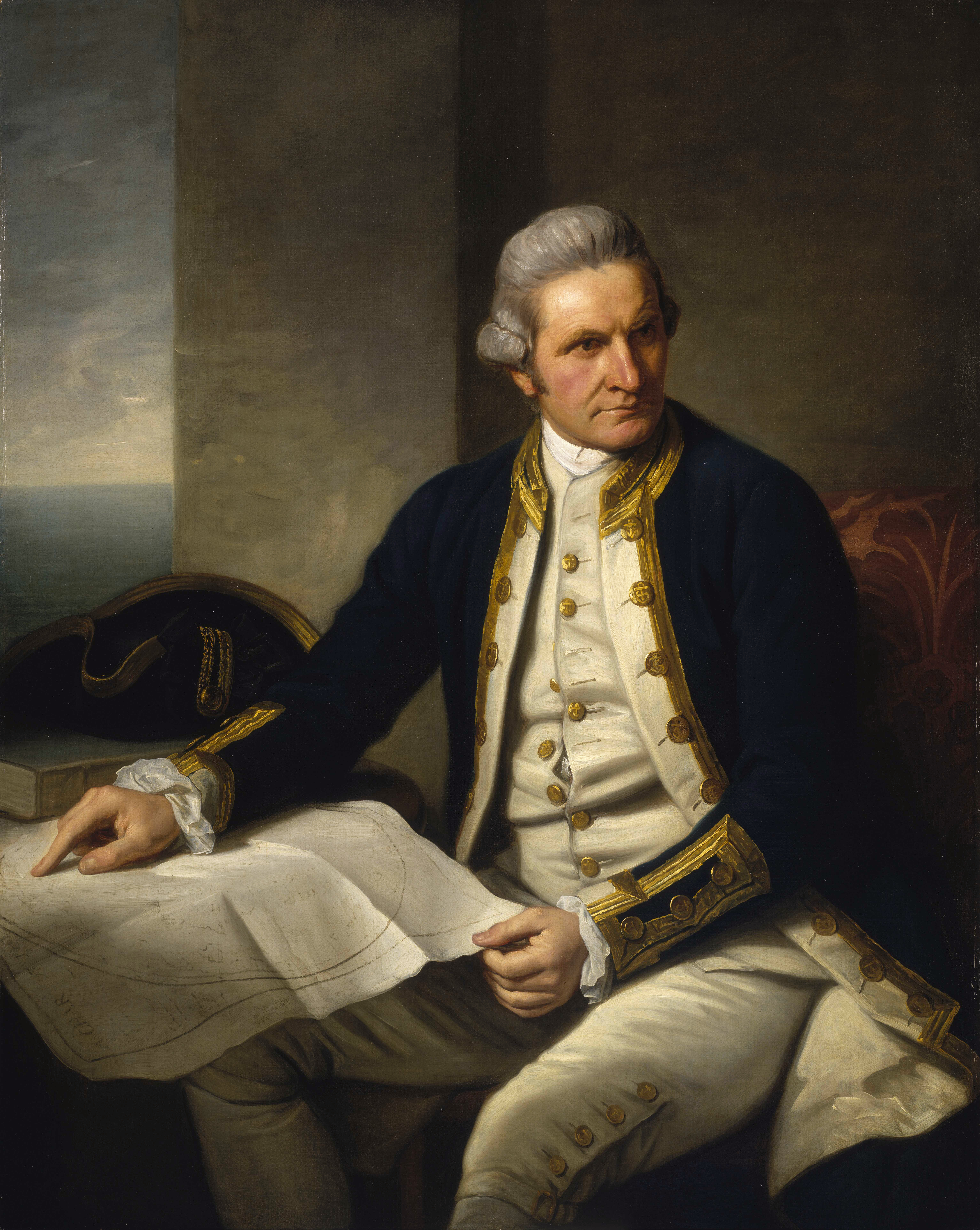
Kapitan James Cook

13 czerwca 1772 Forsterowie zaokrętowali się na pokładzie HMS Resolution w Plymouth. Trasa wyprawy wiodła początkowo przez południowy Atlantyk, następnie przez Ocean Indyjski oraz Ocean Południowy do wyspy Polinezji, by w końcu, okrążając Przylądek Horn, wrócić do Anglii, gdzie ekspedycja znalazła się 30 czerwca 1775. W trakcie trzech lat podróży ekspedycja dotarła do Nowej Zelandii, wysp Tonga, Nowej Kaledonii, Tahiti, Markiz oraz Wyspy Wielkanocnej. Nikt przed nimi nie dopłynął tak daleko na południe i niewiele brakowało, a zostałaby przez nich odkryta Antarktyda. W wyniku tego przedsięwzięcia obalona została definitywnie teoria Terra Australis Incognita, według której na południu miał istnieć duży, nadający się do zamieszkania kontynent.
Forster pod kierunkiem ojca podjął najpierw badania świata zwierząt i roślin mórz południowych, głównie zajmując się rysowaniem przedstawicieli tych królestw. Jednak Georg rozwijał swoje własne zainteresowania, które doprowadziły do zupełnie niezależnych studiów z dziedziny geografii porównawczej i etnologii. Szybko nauczył się języków wysp Polinezji. Jego opisy ludzi z tamtego rejonu są cenione po dziś dzień, gdyż ukazują one wysiłki Forstera, aby opisać miejscowych z empatią, sympatią i w dużym stopniu bez zachodnich, chrześcijańskich uprzedzeń. Jednocześnie opisy te nie zawierają idealizacji stanu „szlachetnej dzikości”.
Młody Forster, inaczej niż Louis Antoine de Bougainville, którego starsze o kilka lat opisy podróży na Tahiti zapoczątkowały bezkrytyczną, romantyczną apoteozę „szlachetnej dzikości” (ang. „noble savage”), miał bardzo zróżnicowany obraz społeczności wysp południowego Pacyfiku. Opisał on rozmaite struktury społeczne oraz religie, które napotkał na Wyspach Towarzystwa, Wyspie Wielkanocnej oraz na wyspach Tonga i na Nowej Zelandii. Ich zróżnicowanie tłumaczył różnicami w panujących w tych miejscach warunkach życiowych. Jednocześnie zauważył, że języki na tych raczej szeroko rozrzuconych wyspach są dosyć do siebie podobne. Na przykład o mieszkańcach wysp Nomuka (w grupie wysp Haʻapai należącej do dzisiejszego Tonga) pisał, że ich języki, pojazdy, broń, meble, ubrania, tatuaże, sposób układania bród; w skrócie całe ich istnienie, doskonale zgadzało się z tym, co już widział, badając plemiona na wyspie Tongatapu. Dodawał jednak, że nie mógł dopatrzyć się żadnego rodzaju poddaństwa, które z kolei było bardzo widoczne wśród plemion Tonga-Tabboo, gdzie graniczyło ono wręcz z niewolnictwem, gdy chodziło o oddawanie czci królowi.
Zebrane przez Georga i Reinholda Forsterów przedmioty o charakterze etnograficznym są obecnie wystawiane jako Cook-Forster-Sammlung (Kolekcja Cook-Forster) w muzeum Sammlung für Völkerkunde w Getyndze. Inna kolekcja zebranych przez nich obiektów wystawiana jest w Muzeum Pitta Riversa w Oksfordzie.
Sama podróż przyniosła wiele wyników naukowych. Już w roku 1776 Forsterowie opublikowali w Londynie pracę o florze Polinezji, która zawierała opisy 256 nowych dla nauki gatunków roślin zilustrowane 75 rysunkami wykonanymi przez Georga. Praca ta przyniosła obu badaczom natychmiast sławę w świecie nauki.
Jednak w trakcie trwania samej wyprawy stosunki między Forsterami a kapitanem Cookiem i jego oficerami były bardzo trudne, co wynikało z cierpkiego charakteru Forstera-ojca oraz braku zgody Cooka na poświęcenie większej ilości czasu na badania botaniczne i inne obserwacje naukowe. Po nieprzyjemnych doświadczeniach z Forsterami Cook odmówił przy trzeciej swojej podróży przyjęcia na pokład naukowców.

## Pionier nowoczesnej literatury podróżniczej

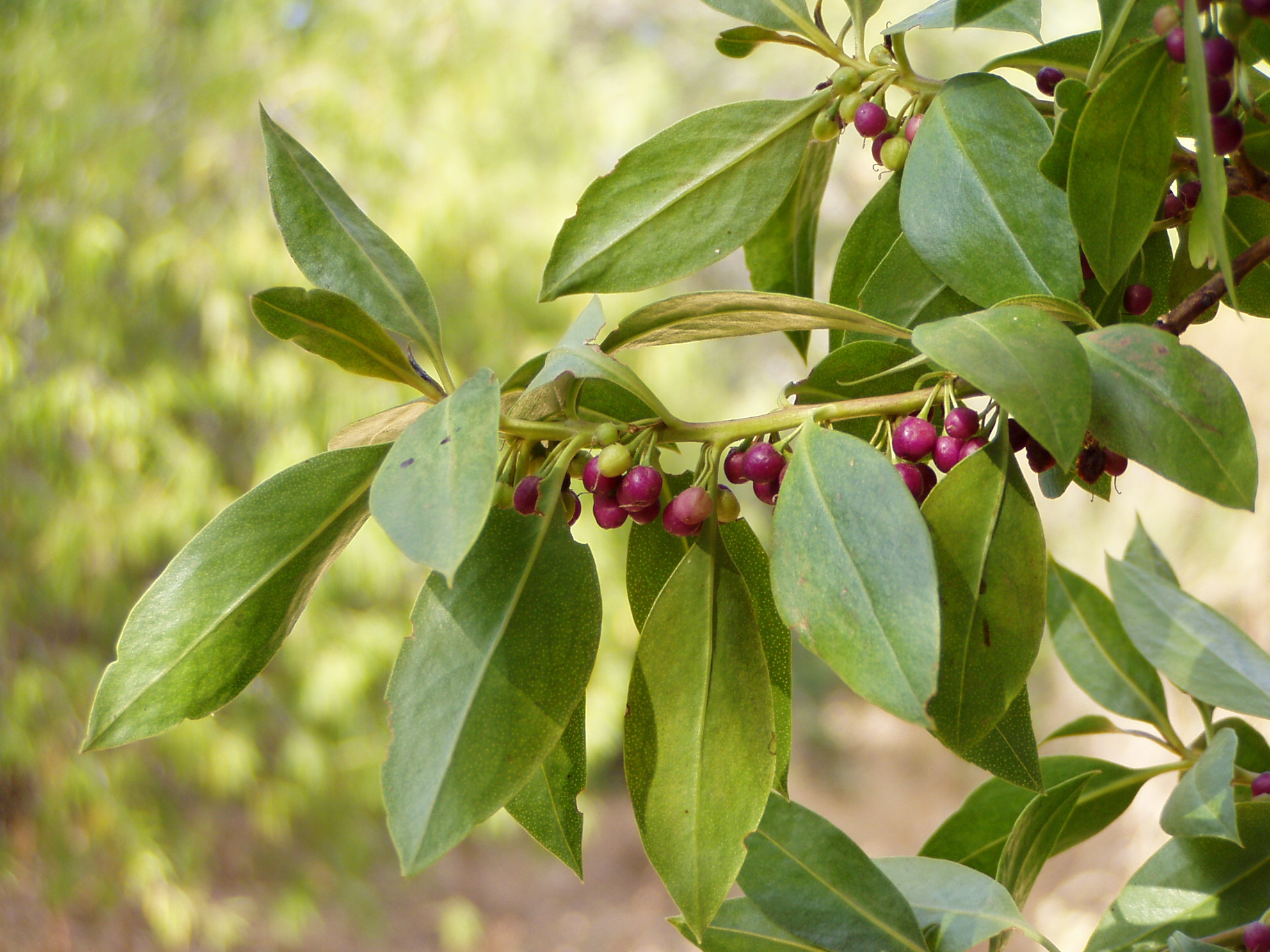
Myoporum laetum G.Forst. – jedna z roślin opisanych przez G. Forstera w wyniku podróży

Wspomniane konflikty nie zniknęły po skończeniu podróży i zaznaczyły się silnie, gdy wynikł problem tego, kto powinien napisać oficjalny opis podróży. Szef admiralicji, Lord Sandwich, jednocześnie wykazywał chęć zapłacenia obiecanych pieniędzy za pracę naukową i opis, ale niezadowolony z przedstawionego pierwszego rozdziału raportu próbował ustanowić nad Forsterem-ojcem redaktora. Naukowiec nie chciał, aby ktoś korygował jego pisanie, gdyż uważał, że sprowadzało go to do poziomu ucznia, więc odrzucał on wszelkie próby negocjacji w tym kierunku. W wyniku tego oficjalny opis wyprawy został sporządzony przez Cooka, a Forsterowie zostali pozbawieni prawa do jego stworzenia i nie uzyskali zapłaty za swoją pracę. W trakcie negocjacji młody Forster podjął decyzję, aby wydać nieoficjalny raport z podróży. W roku 1777 opublikowana została książka Podróż naokoło świata (ang. A Voyage round the World in His Britannic Majesty’s Sloop Resolution, Commanded by Capt. James Cook, during the Years, 1772, 3, 4, and 5 – tłumaczenie pełnego tytułu Podróż naokoło świata na jednomasztowcu Jego Brytyjskiej Królewskiej Mości Resolution, dowodzonym przez kapt. Jamesa Cooka w latach 1772, 3, 4 i 5). Publikacja ta była pierwszym opisem drugiej podróży Cooka (wyszła na sześć tygodni przed oficjalną relacją) i była przeznaczona dla szerokiej rzeszy czytelników. Dzięki tej książce oraz jej własnemu przekładowi na niemiecki (publikacja w latach 1778–1780) Forster zyskał prawdziwą sławę. Poeta Christoph Martin Wieland ocenił książkę jako najważniejszą pozycję swoich czasów i nawet dzisiaj pozostaje ona jednym z najważniejszych opisów podróży w historii. Utwór ten miał istotny wpływ na całą literaturę, kulturę i naukę niemiecką. Pod wielkim jej wpływem był na przykład Alexander von Humboldt i stanowiła ona inspirację dla wielu etnologów w późniejszych czasach.
Jego utwór wyróżniał się wśród typowych dzieł literatury podróżniczej, gdyż stanowił nie tylko zestawienie danych, ale przedstawiał spójne, kolorowe i rzetelne etnograficzne fakty zebrane w wyniku wykonywania szczegółowych i nacechowanych sympatią do spotykanych ludzi obserwacji. Autor często przerywał opis, aby wzbogacić go o związane z treścią filozoficzne uwagi i nie unikał też odniesień do literatury.
Jego uwaga skupiała się zawsze na ludziach, których napotkał: ich zachowaniach, zwyczajach, przyzwyczajeniach, religiach i formach organizacji społecznej. W Podróży naokoło świata zamieścił on nawet pełne pieśni śpiewane przez ludy Polinezji z ich tekstami oraz nutami. Książka ta nawet dzisiaj jest jednym z najważniejszych źródeł dotyczących społeczności południowego Pacyfiku, zwłaszcza że pochodzi ona z czasów zanim w istotny sposób zaznaczył się tam wpływ cywilizacji europejskiej.

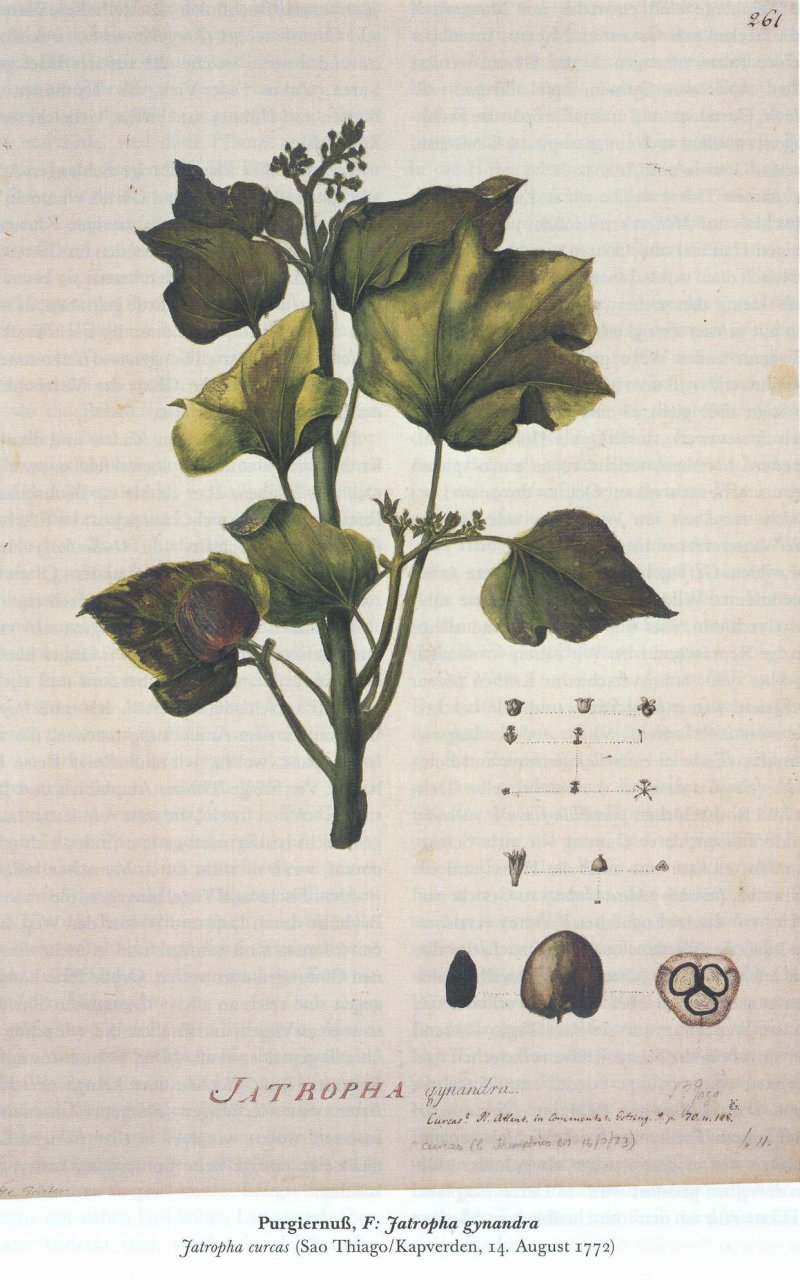
Wykonany przez Forstera na Wyspach Zielonego Przylądka rysunek rośliny Jatropha gynandra

Obaj Forsterowie opublikowali również swoje opisy podróży po południowym Pacyfiku w berlińskim czasopiśmie Magazin von merkwürdigen neuen Reisebeschreibungen (Czasopismo z nadzwyczajnymi nowymi opisami podróży), dodatkowo Forster opublikował w latach 1791–1793 tłumaczenie na niemiecki książki A Voyage to the South Sea, by Lieutenant William Bligh, London 1792.

## Forster na uniwersytetach
Publikacja Podróży naokoło świata przyniosła Forsterowi uznanie w świecie naukowym całej Europy. Cieszące się dużą renomą angielskie Royal Society przyjęło go 9 stycznia 1777 w swoje szeregi, mimo iż miał wtedy niecałe 23 lata. Podobne tytuły nadano mu w akademiach od Berlina po Madryt. Jednak te zaszczyty nie przyniosły mu pieniędzy. W roku 1778 udał się do Niemiec, gdzie przyjął pozycję z obowiązkami dydaktycznymi jako profesor historii naturalnej w Collegium Carolinum w Kassel. Tam poznał swoją przyszłą żonę, Therese Huber, córkę profesora filologii klasycznej, która później stała się jedną z pierwszych niezależnych pisarek niemieckich. Związek małżeński między nimi został zawarty w roku 1785 (już po opuszczeniu Kassel przez Forstera) i dał trójkę dzieci, jednak małżeństwo nie należało do zgodnych. Od czasu swego pobytu w Kassel Forster prowadził ożywioną korespondencję z ważnymi postaciami epoki oświecenia w tym z Lessingiem, Herderem, Wielandem oraz Goethem. Zainicjował on także współpracę między Uniwersytetem w Kassel a Uniwersytetem Getyngi w Hanowerze, gdzie pracował Georg Christoph Lichtenberg. Wspólnie założyli i wydawali czasopismo naukowo-literackie Göttingisches Magazin der Wissenschaften und Litteratur. Najbliższy przyjaciel Forstera, Samuel Thomas von Sömmering, przybył do Kassel niedługo po Georgu i obaj działali w lokalnej grupie różokrzyżowców.

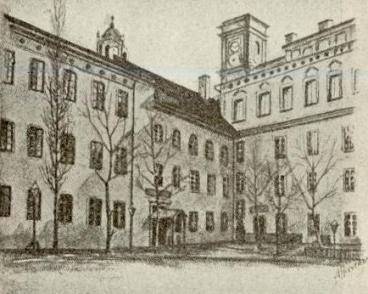
Biblioteka i obserwatorium Uniwersytetu Wileńskiego w XIX wieku

Jednak w roku 1783 Forster zauważył, iż zaangażowanie w ruch różokrzyżowców odwiodło go nie tylko od prawdziwej nauki, ale i pogrążyło w długach (nigdy nie był zresztą zbyt dobry w kontrolowaniu swoich wydatków). Dlatego Forster z radością przyjął w roku 1784 propozycję polskiej Komisji Edukacji Narodowej i został szefem katedry historii naturalnej na Uniwersytecie Wileńskim. Początkowo był on tam przyjmowany dobrze, jednak czuł się tam coraz bardziej wyizolowany. Stwierdził, że „panowie polscy dookoła są krańcowo obojętni w stosunku do nauki, a szczególnie w stosunku do historii naturalnej”. Większość z jego kontaktów stanowili wciąż naukowcy z Niemiec; szczególnie godna wspomnienia jest tutaj jego dyskusja z Immanuelem Kantem nad definicją rasy w odniesieniu do człowieka. W roku 1785 Forster udał się do Halle, gdzie złożył jako doktorat z medycyny swoją pracę o roślinach Południowego Pacyfiku (praca nosiła tytuł De Plantis Esculentia Insularum Oceania Australis). Dodatkowo jego ambicje stworzenia prawdziwego centrum badawczego historii naturalnej nie uzyskały odpowiedniego wsparcia finansowego ze strony polskich władz. Co więcej jego słynny wykład o historii naturalnej z roku 1785 przeszedł raczej bez echa i nie był nawet wydrukowany (nastąpiło to dopiero w roku 1843). Te okoliczności doprowadziły do silnych napięć między nim a lokalną społecznością. W wyniku tego zerwał na sześć lat przed zakończeniem swój kontrakt, gdy caryca Katarzyna zaoferowała mu możliwość wzięcia udziału w podróży dookoła świata za wysokie wynagrodzenie wraz z obietnicą posady profesora w Petersburgu. Doprowadziło to do silnego konfliktu między nim i Jędrzejem Śniadeckim. Ostatecznie rosyjska propozycja nie doszła do skutku z powodu wybuchu wojny rosyjsko-szwedzkiej, a Forster musiał opuścić Wilno w końcu sierpnia 1787. Pozostawił po sobie zaczątki ogrodu botanicznego i cenny księgozbiór. Osiedlił się w Moguncji, gdzie zajął posadę jako bibliotekarz Uniwersytetu w Moguncji. Posadę tę zajmował przed nim jego przyjaciel Johannes von Müller, który upewnił się, że właśnie Forster ją zajmie po jego przejściu do administracji elektora Friedricha von Erthal. Forster pozostawił po sobie dzieła przyrodnicze i geograficzne oparte głównie na doświadczeniach zebranych w czasie podróży dookoła świata. Zostawił też 300 stron rękopisu Compendiolum proprium, stanowiącego konspekt jego wykładów, ilustrowanych okazami botanicznymi i etnograficznymi z Mórz Południowych.
W tym okresie swojego życia regularnie publikował prace związane z wyprawami odkrywczymi jego czasów oraz prowadził ożywioną działalność translatorską – pisał on na przykład o trzeciej podróży Cooka na wody południowego Pacyfiku oraz o wyprawie HMS Bounty. Przetłumaczył również na język niemiecki prowadzone podczas tych wypraw dzienniki Cooka i Bligha. Forster utrzymywał, zapoczątkowane jeszcze za czasów londyńskich, kontakty z inicjatorem wyprawy Bounty oraz członkiem pierwszej wyprawy Cooka sir Josephem Banksem. W czasie pobytu w Wilnie napisał artykuł pt. „Neuholland und die brittische Colonie in Botany-Bay” opublikowany w Allgemeines historisches Taschenbuch, (Berlin, grudzień 1786) nadzwyczaj proroczy esej na temat przyszłości ustanowionej w roku 1788 brytyjskiej kolonii w Nowej Południowej Walii.
Kolejnym polem zainteresowania Forstera była indologia (jednym z głównych celów niedoszłej wyprawy, którą miała finansować caryca Katarzyna, były Indie). Jego tłumaczenie, z przygotowanej przez Sir Williama Jonesa łacińskiej wersji, oryginalnie napisanej w sanskrycie sztuki Sakuntala silnie wpłynęło na Johanna Herdera i pobudziło w niemieckim obszarze językowym zainteresowanie kulturą Indii.

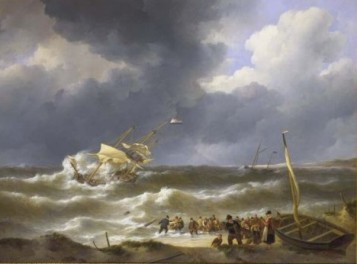
Delphine znoszony na brzeg w Zandvoort (Holandia), 1822, obraz Johannes Christiaan Schotel

## Obrazy znad dolnego Renu
Latem 1790 roku Forster i młody Alexander von Humboldt wyruszyli z Moguncji w długą podróż przez południowe Niderlandy Południowe, Republikę Zjednoczonych Prowincji Niderlandzkich i Anglię, która zakończyła się w Paryżu. Wrażenia z podróży zostały opisane w trzytomowej publikacji Ansichten vom Niederrhein, von Brabant, Flandern, Holland, England und Frankreich im April, Mai und Juni 1790 (Obrazy znad dolnego Renu, z Brabancji, Flandrii, Holandii, Anglii oraz Francji w kwietniu, maju i czerwcu 1790), która wyszła drukiem w latach 1791–1794. Książkę tę Goethe ocenił tak: Man mag, wenn man geendigt hat, gerne wieder von vorne anfangen und wünscht sich, mit einem so guten, so unterrichteten Beobachter zu reisen (Po przeczytaniu tej książki chciałoby się zacząć ją jeszcze raz od początku i chciałoby się też wyruszyć w podróż z tak dobrym i wykształconym obserwatorem.) Pozycja ta zawiera rozważania, których wpływ na historię sztuki można porównać z wpływem, jaki Podróż naokoło świata wywarła na etnologię. Forster w tej książce jest jednym z pierwszych pisarzy, którzy docenili architekturę gotycką katedry w Kolonii, powszechnie w jego czasach uważaną za „barbarzyńską”. Obrazy... współgrały również dobrze z wczesnoromantycznymi prądami intelektualnymi ówczesnego obszaru niemieckojęzycznego.
Jednak pisarz znowu, tak jak 15 lat wcześniej, opisując podróż po Pacyfiku, skupił swoje główne zainteresowanie na społecznych zachowaniach ludzi. Jego ciekawość przyciągały powstania narodowe we Flandrii i Brabancji oraz oczywiście rewolucja francuska. Podróż przez te kraje oraz przez Niderlandy i Anglię, gdzie wolności obywateli były równie dobrze rozwinięte, pozwoliły mu na ustalenie swoich własnych politycznych preferencji. Od czasu tej podróży zaczął on być zagorzałym przeciwnikiem ancien régime’u. Podobnie jak inni niemieccy uczeni tamtych czasów uznał on wybuch rewolucji za oczywistą konsekwencję ruchu oświecenia. Już 30 lipca 1789, niedługo po tym, jak dowiedział się o zburzeniu Bastylii, pisał do swojego teścia, filologa Christiana Gottloba Heyne:
„Schön ist es aber zu sehen, was die Philosophie in den Köpfen gereift und dann im Staate zustande gebracht hat. (...) Also ist es doch der sicherste Weg, die Menschen über ihre Rechte aufzuklären; dann gibt sich das übrige wie von selbst.”
(Można to odczytać po polsku tak: Pięknie jest widzieć, co filozofia rozwinęła w głowach i czego dokonała w tym państwie. (...) Zatem edukowanie ludzi o ich prawach jest przecież najlepszą drogą; reszta wyniknie jakby sama z siebie.).

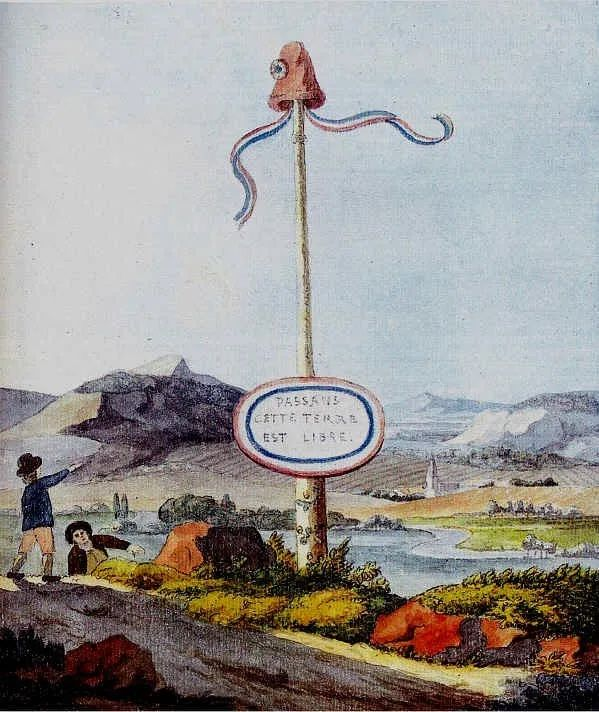
Słup wolności na granicy z Republiką Moguncką

## Forster i rewolucja francuska

### Utworzenie Republiki Mogunckiej
Po tym jak rewolucyjna armia francuska pod dowództwem generała Custine zdobyła kontrolę nad Moguncją 21 października 1792 Forster przyłączył się do grupy założycieli klubu jakobińskiego „Freunde der Freiheit und Gleichheit” („Przyjaciele Wolności i Równości”). Na początku zaś roku 1793 był aktywnie zaangażowany w organizację Republiki Mogunckiej. Ta pierwsza na niemieckiej ziemi republika zbudowana była na zasadach demokracji i obejmowała obszary na lewym brzegu Renu, między Landau in der Pfalz a Bingen am Rhein. Forster został wiceprezydentem tymczasowego zarządu republiki i kandydatem w wyborach do miejscowego parlamentu Rheinisch-Deutscher Nationalkonvent (Nadreńskiego, Niemieckiego Konwentu Narodowego). W okresie od stycznia do marca 1793 zajmował się też redagowaniem pisma Die neue Mainzer Zeitung oder Der Volksfreund. W swoim pierwszym artykule napisał on:
„Die Pressefreiheit herrscht endlich innerhalb dieser Mauern, wo die Buchdruckerpresse erfunden ward.”
„Wolność prasy w końcu rządzi tam, gdzie wynaleziono prasę drukarską.”
Wolność jednak nie trwała zbyt długo. Republika Moguncka istniała tylko do momentu wycofania się wojsk francuskich w lipcu 1793 po bitwie pod Moguncją.
W czasie tych walk Forster był poza miastem. Razem z Adamem Luxem reprezentowali moguncki parlament w Paryżu, gdzie zostali wysłani z petycją, aby Republikę Moguncką, która nie była w stanie istnieć jako niezależne państwo, przyłączyć do Republiki Francuskiej. Petycja została przyjęta, jednak nie miało to praktycznego znaczenia, gdyż Moguncja została zdobyta przez pruskie oraz austriackie wojska i przywrócony tam został stary porządek.

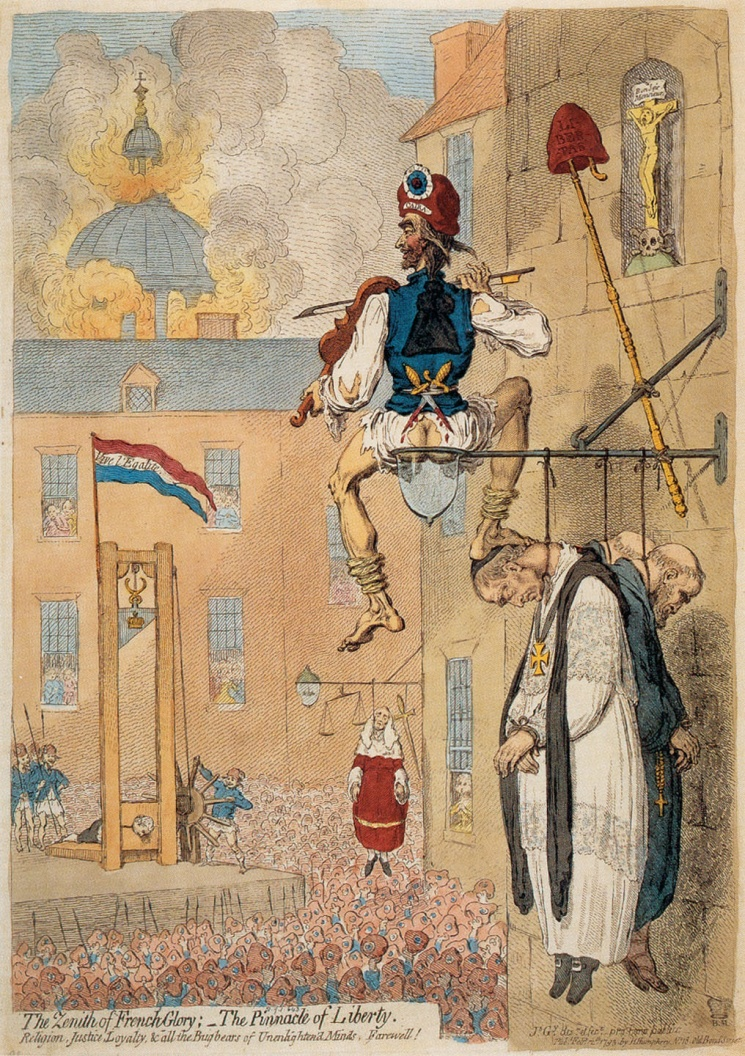
Kulminacja wolności, satyra Jamesa Gillraya

### Śmierć w rewolucyjnym Paryżu
Na mocy dekretu cesarza Franciszka II, który nakładał kary na poddanych niemieckich współpracujących z francuskim rządem rewolucyjnym, Forster został pozbawiony mienia i praw obywatelskich w Niemczech. Co więcej, wyznaczono cenę 100 dukatów za jego głowę, w związku z czym nie mógł już tam wrócić. Pozbawiony jakichkolwiek środków do życia oraz kontaktu z żoną, która została z dziećmi oraz jej przyszłym mężem Ludwigiem Huberem w Moguncji, pozostał w Paryżu. W tym czasie francuska rewolucja weszła w fazę rządu terroru wprowadzonego przez Komitet Ocalenia Publicznego pod kierownictwem Maksymiliana Robespierre’a. Forster mógł naocznie przekonać się o różnicy między obietnicami szczęśliwości dla wszystkich, jakie dawała rewolucja, a jej okrutną praktyką. Jednak inaczej niż inni niemieccy zwolennicy rewolucji, jak na przykład Friedrich Schiller, widząc skutki terroru, nie odwrócił się od ideałów rewolucyjnych. Zdarzenia we Francji były dla niego naturalnym zjawiskiem, którego nie dało się spowolnić i które musiało wyzwolić swoje własne energie, aby nie przekształcić się w coś jeszcze bardziej niszczącego. Tuż przed śmiercią napisał:
„Die Revolution ist ein Orkan. Wer kann ihn hemmen? Ein Mensch, durch sie in Tätigkeit gesetzt, kann Dinge tun, die man in der Nachwelt nicht vor Entsetzlichkeit begreift”
(Po polsku można to odczytać tak: „Rewolucja jest jak huragan. Kto ją może zatrzymać? Człowiek wysunięty przez nią do działania może dokonać czynów, które przyszłe pokolenia nie będą rozumiały przez ich okrucieństwo”.).
W styczniu 1794, jeszcze zanim rządy terroru osiągnęły swój szczytowy punkt, Forster, mając 39 lat, zmarł po chorobie reumatycznej na udar mózgu w swoim małym mieszkaniu na poddaszu przy ulicy Rue des Moulins w Paryżu.

## Forster a kultura narodów
Forster miał szkockie korzenie i urodził się w Polsce na terenie ówczesnych Prus Królewskich. Działał w Rosji, Anglii, Polsce oraz kilku istniejących w jego czasach niemieckich państwach. Swojego życia natomiast dokonał we Francji. Żył w różnych środowiskach i już od wczesnej młodości dużo podróżował. W jego opinii te okoliczności połączone z naukowym wychowaniem opartym na ideałach oświecenia dawały mu szerokie spojrzenie na różne etniczne i narodowe wspólnoty:

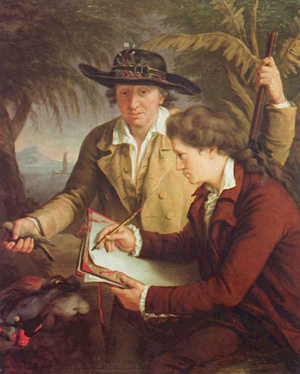
Johann Reinhold Forster i Georg Forster na Tahiti, obraz J.F. Rigaud, 1780

„Wszyscy ludzie na ziemi mają takie samo prawo do mojej dobrej woli..., a moje chwalenie i ganienie jest niezależne od narodowych uprzedzeń”.
Według Forstera wszyscy ludzie mają takie same możliwości jeśli chodzi o rozum, uczucia i wyobraźnię, ale te podstawowe składniki są używane na różne sposoby oraz w różnych środowiskach, w wyniku czego powstają różne kultury i cywilizacje. Według niego oczywiste jest, że kultura Ziemi Ognistej jest na niższym poziomie rozwoju niż kultura europejska, jednak przyznaje on również, że warunki życia na tej wyspie są o wiele trudniejsze i w związku z tym tamtejsi ludzie mają bardzo małe szanse na rozwinięcie wyższej kultury. Te opinie zadecydowały o tym, że Forster jest uważany za jednego z głównych reprezentantów niemieckiego kosmopolityzmu w XVIII wieku.
Z tym stosunkiem wyrażonym w jego pismach oraz jego oświeceniową postawą kontrastują jego obraźliwe wypowiedzi o Polakach, jakie zamieścił w swoich prywatnych listach wysyłanych w czasie pobytu w Wilnie oraz w dzienniku podróży przez Polskę. Chłopów pańszczyźnianych (jak zauważył: niezaliczanych do narodu, mimo że stanowią najliczniejsze rzesze) określił jako zwierzęta pociągowe w ludzkiej postaci; uboga szlachta miała być zbliżona do chłopów  jeśli chodzi o głupotę i lenistwo, ale ze względu na służalczą nikczemność dużo bardziej zepsuta; zaś każdy magnat to despota. Przy tym wszystkim wspominał o zadowoleniu Polaczków z własnego bagienka. Za jego życia słowa te nie zostały opublikowane i stały się publicznie znane dopiero po jego śmierci, gdy jego prywatna korespondencja oraz dzienniki wyszły w druku. W związku z tym, że informacje o innych narodach zamieszczone w oficjalnych publikacjach uczonego były uznawane za bezstronne naukowe obserwacje, te pochodzące z listów i dzienników słowa dotyczące Polaków były w Cesarstwie Niemieckim i Trzeciej Rzeszy uważane za wiarygodne i wykorzystywane jako swego rodzaju naukowe poparcie dla rzekomej wyższości Niemców. Listy Forstera mogły też mieć znaczący wpływ na rozpowszechnienie się stereotypu „polnische Wirtschaft” wśród wyższych sfer społeczeństwa niemieckiego w XVIII i XIX wieku. Mimo negatywnego stosunku do Polaków, Forster krytykował rozbiory Polski.
Nasilenie się prądów nacjonalistycznych w końcu XVIII wieku i w wieku XIX spowodowało, że kosmopolityczne idee Forstera nie były nigdzie mile widziane. Dla Niemców był on zbyt związany z rewolucją i zbyt mało z narodem, w stosunku do Anglików był zbyt dumny i nieustępliwy, dla Polaków zbyt niedbały jeśli chodzi o polską naukę, dla Francuzów zbyt mało znaczący.

## Dziedzictwo Forstera
Po śmierci Forstera jego prace zostały poza kręgami naukowymi prawie zupełnie zapomniane. Wynikało to częściowo z jego zaangażowania w działania rewolucji francuskiej. Jednak stosunek do tej postaci zmieniał się wraz ze zmianami politycznymi przy czym w różnych okresach uwaga publiczna koncentrowała się na różnych częściach jego dzieła.
W czasach wzrastającego nacjonalizmu niemieckiego po okresie napoleońskim był on uważany w niemieckim kręgu kulturowym za „zdrajcę narodu”, co przyćmiewało jego odbiór jako pisarza i naukowca. Tego rodzaju nastawienie zyskiwało na sile, mimo iż na początku XIX wieku filozof Friedrich Schlegel napisał o Forsterze następujące słowa:
„Unter allen eigentlichen Prosaisten atmet keiner so sehr den Geist freier Fortschreitung wie Georg Forster”
„Wśród wszystkich prawdziwych pisarzy tylko Georg Forster oddycha tak mocno duchem wolnego postępu.”
W latach 1828–1829 jego była żona wydała w dwóch tomach korespondencje Forstera. Z kolei córka Teresa Forster (zm. 1862) wydała w latach 1843–1844 w Lipsku 9 tomów jego Sämmtliche Schriften wraz z życiorysem Forstera sporządzonym przez G.G. Gervinusa. Zainteresowanie życiem Forstera i jego uczestnictwem w rewolucji odżyło w tym czasie w kontekście liberalnych nastrojów zapowiadających Rewolucję Marcową.
W Niemczech Wilhelma II, a także i to nawet bardziej w III Rzeszy, wspominanie Forstera było ograniczone do jego wyrażonego w prywatnej korespondencji stosunku do Polaków. Zainteresowanie jego postacią pojawiło się w latach 60. XX wieku w NRD, gdzie uważano go za orędownika walki klas. W wyniku tego zainteresowania na przykład NRD-owska stacja badawcza na Antarktydzie od 25 października 1987 nosiła imię właśnie Forstera. Z kolei w Niemczech Zachodnich poszukiwania tradycji demokratycznych w historii kraju doprowadziły w latach 70. do bardziej zróżnicowanego przedstawiania tej postaci. Jego imię nosi program stypendiów fundacji Alexandra von Humboldta dla zagranicznych naukowców z krajów rozwijających się.
Forster zdobył reputację jako jeden z pierwszych i najwybitniejszych niemieckich etnologów. Jego prace są uważane za kluczowe w rozwoju etnologii jako oddzielnej dziedziny nauki w Niemczech. Forster miał także wkład w botanikę – gatunki roślin opisane po raz pierwszy przez tego naukowca są oznaczane skrótem G.Forst.
Forster oprócz roślin, opisał naukowo jako pierwszy także dwa gatunki ptaków:
- petrela śnieżnego Pagodroma nivea (G. Forster, 1777)
- petrelka szerokodziobego(inne języki) Pachyptila vittata (G. Forster, 1777)

Jest patronem tramwaju Pesa Swing 120NaG SWING Gdańskich Autobusów i Tramwajów o numerze bocznym 1026. Pod koniec listopada 2019 odsłonięto poświęcony mu obelisk w rodzinnym Mokrym Dworze.

## Ważniejsze utwory

### Po polsku
- Podróż naokoło świata; wybrał i przeł. [z ang.] Michał Ronikier; wstępem poprzedził Stanisław Rakusa-Suszczewski, Warszawa: „Czytelnik”, 1977.
- Zygmunt Fedorowicz, Mowa Jerzego Forstera Wygłoszona 2 Lutego 1785 Roku W Szkole Głównej Wielkiego Księstwa Litewskiego W Wilnie, P.t. Limites Historiae Naturalis, Polska Akademia Nauk, Memorabilia zoologica, no. 7, 1961.

### Po angielsku
- A Voyage round the World in His Britannic Majesty’s Sloop Resolution, Commanded by Capt. James Cook, during the Years, 1772, 3, 4, and 5 (1777)
- Journal of travels in Poland (August-November, 1784), The Warsaw Voice, 1990 31 8-9
- Essays on the moral and natural geography, natural history and phylosophy (1789–1797)
- Views of the Lower Rhine, Brabant, Flanders (trzy tomy, 1791–1794)
- Letters (pośmiertne wydanie listów, 1828)

### Po niemiecku
- Ansichten vom Niederrhein, Gerhard Steiner (red.). Frankfurt nad Menem: Insel, 1989. ISBN 3-458-32836-X.
- Georg Forsters Werke, Sämtliche Schriften, Tagebücher, Briefe, Deutschen Akademie der Wissenschaften zu Berlin, G. Steiner i in. Berlin: Akademie 1958
- Reise um die Welt, Gerhard Steiner (red.). Frankfurt nad Menem: Insel, 1983. ISBN 3-458-32457-7.
- Sakontala order Der entscheidende Ring: ein indisches Schauspiel / von Kalidas ; aus den Ursprachen Sanskrit und Prakrit ins Englische und aus diesem ins Deutsche übers. mit Erläuterngen von Georg Forster. wyd. I. G. v. Herder, Frankfurt am Main: bey A. Hermann dem jüngern, 1803
- Tagebücher; wyb. Paul Zincke i Albert Leitzmann, Berlin: B. Behr (F. Feddersen), 1914[71]
- Über die Beziehung der Staatskunst auf das Glück der Menschheit und andere Schriften, Wolfgang Rödel (red.). Frankfurt nad Menem: Insel, 1966. – Niewielki zbiór esejów politycznych, notatek i przemówień autorstwa pisarzy republikańskich.
- Werke in vier Bänden, Gerhard Steiner (red.). Lipsk 1971
- Briefe an Ernst Friedrich Hector Falcke. Michael Ewert, Hermann Schüttler (red.), Georg-Forster-Studien Beiheft 4. Kassel: Kassel University Press 2009. ISBN 978-3-89958-485-1.

### Po łacinie
- Florulae Insularum Australium Prodromus; Gottingae: Typis Joann. Christian. Dieterich, 1786.